# Ludwig von Seddeler

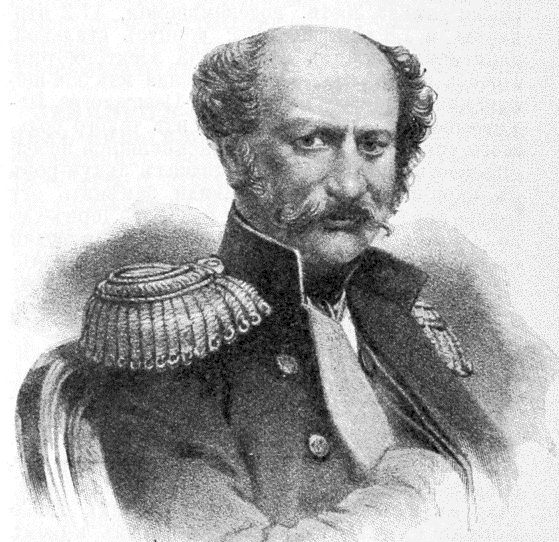
Ludwig von Seddeler

Ludwig Franz Xaver Baron von Seddeler, russisch angepasst Loggin Iwanowitsch Seddeler, (russisch Людвиг Франц Ксавье фон Зедделер, Логгин Иванович Зедделер; * 23. Oktoberjul. / 3. November 1791greg. in St. Petersburg; † 29. Februarjul. / 12. März 1852greg. ebenda) war ein österreichisch-russischer Generalleutnant, Hochschullehrer und Militärhistoriker.

## Leben
Von Seddeler, Sohn des Ministerresidenten Johann von Seddeler des Großherzogtums Toskana in St. Petersburg, absolvierte die Theresianische Militärakademie in Wiener Neustadt. Als österreichischer Husar wurde er in der Schlacht bei Wagram verwundet.
1813 trat von Seddeler in russische Dienste und wurde in der Völkerschlacht bei Leipzig schwer verwundet. Bei der Niederschlagung des polnischen Novemberaufstandes 1830/1831 war er Stabschef General Golowins. 1838 erhielt er den Orden des Heiligen Georg.
Von Seddeler lehrte an der neuen Nikolaus-Militärakademie in St. Petersburg und wurde deren Vize-Direktor. Er verfasste ein Journal des Feldzuges 1813 und einen Abriss der Geschichte der Kriegskunst. Sein Hauptwerk war das fünfzehnbändige Enzyklopädische Militärlexikon, wofür ihm 1852 der Demidow-Preis zuerkannt wurde.
Von Seddeler war verheiratet mit Augusta Dorothea Meyer († 1876), Tochter des Hamburger Domherrn Friedrich Johann Lorenz Meyer, und hatte zwei Kinder: General der Infanterie Loggin Logginowitsch Seddeler und Maria Frederike (1825–1868), die den General der Infanterie Alexander Barclay de Tolly-Weymarn heiratete.